# Jakob Adlhart d. Ä.
Jakob Adlhart (* 16. November 1871 in Achdorf; † 26. Dezember 1956 in Hallein) war ein deutscher Bildhauer, Fassmaler, Vergolder und Restaurator.

## Leben
Jakob Adlhart wollte eigentlich „... Kunstmaler werden, aber die bescheidenen Verhältnisse seiner Eltern ließen an eine solche Ausbildung nicht denken.“ 1897 heiratete er Maria Bruckmayer aus Landshut und 1898 kam das erste Kind zur Welt, Jakob Adlhart d. J. Dieser machte seine ersten Schnitzversuche als Fünfjähriger in der väterlichen Werkstatt in St. Ulrich in Gröden, seine Lehre schloss er 1909 in Hallein ab, 1920 übernahm er die Werkstätte seines Vaters. Der Enkelsohn war der österreichische Architekt Jakob Adlhart.
Um die Jahrhundertwende war er an der Mayrischen Kunstanstalt in München als Vergolder und Faßmaler beschäftigt. Bald danach erfolgte seine Übersiedelung nach St. Ulrich ins Grödner Tal, Südtirol, wo er sich in einem stattlichen dreigeschossigen Bau seine Werkstatt einrichtete. Jakob Adlhart wollte sich in St. Ulrich nicht akklimatisieren und war im Herzen ein echter Bayer geblieben. Alois Zwerger, aus Osttirol zugewandert, übernahm bald nach der Eröffnung der Werkstätte die Leitung der Schnitzabteilung. 
1908 ergab sich durch Alois Zwerger – dieser war inzwischen an der Bildhauerschule Hallein als Lehrer tätig – die Möglichkeit, das Cordon-Haus in Hallein zu erwerben. Dort gründete er die „Halleiner Werkstätten für Kirchliche Kunst und Kunstgewerbe“, 1909 wurde der Betrieb aufgenommen. Bald nach Gründung der „Halleiner Werkstätten“ gelang es, den Thronfolger Erzherzog Ferdinand auf die Werkstätte aufmerksam zu machen. Daraus ergaben sich Aufträge in den Jagdsschlössern Blühnbach, bei Salzburg und Konopischt, bei Prag. 1911 erhielt die Werkstätte, auch vom Thronfolger, Aufträge in ganz Dalmatien Altäre zu renovieren. Auch beschäftigte sich Adlhart d. Ä besonders mit der Restauration mittelalterlicher Holzskulpturen.
1913 übertrug Adlhart sen. die Geschäftsführung an Max Domenig, der über ein Zeitungsinserat in einer Wiener Zeitung auf diese Stelle aufmerksam wurde. Domenig war, mit Unterbrechung durch den I. Weltkrieg, bis 1920 bei der Werkstätte Adlhart als geschäftsführender Bildhauer tätig.